# Diego Rodríguez (Fußballspieler, 1991)
Diego Rodríguez, vollständiger Name Diego Martín Rodríguez Telechea, (* 8. Januar 1991 in Montevideo) ist ein uruguayischer Fußballspieler.

## Karriere

### Verein
Der nach je nach Vereinsangaben 1,86 Meter oder 1,88 Meter große Defensivakteur Diego Rodríguez gehörte mindestens in der Apertura 2009 und der Clausura 2010 dem Kader des Erstligisten Montevideo Wanderers an. Er absolvierte in jener Saison zwei Erstligapartien (kein Tor).
Es folgte eine Station in der Apertura 2010 beim Tacuarembó FC. In der Clausura 2011 spielte er erneut für die Wanderers und lief den Montevideanern in der Spielzeit 2010/11 dreimal (kein Tor) in der Primera División auf. Im Juli 2011 schloss er sich dem FC Málaga an. Dort stand er in der Saison 2011/12 im Kader von Atlético Malagueño, der B-Mannschaft des Klubs. 19 Spiele und zwei Tore sind in jener Spielzeit dort für ihn in der Tercera División verzeichnet. In der Saison 2012/13 wurde er 23-mal beim B-Team aufgestellt und traf dreimal ins gegnerische Tor. 2012/13 gehörte er zwar offenbar auch dem Team des FC Málaga an, kam aber in der spanischen Primera División nicht zum Zug.
Anfang Januar 2014 kehrte er nach Uruguay zurück und schloss sich dem Erstligisten Juventud an, für den er in der restlichen Saison 2013/14 zwölfmal in der Liga auflief und ein Tor erzielte. In der Apertura 2014 wurde er achtmal (kein Tor) in der höchsten uruguayischen Spielklasse eingesetzt.
Mitte Januar 2015 wechselte er auf Leihbasis nach Kanada zu den Vancouver Whitecaps. Dort wurde er viermal (kein Tor) in der MLS, viermal (kein Tor) im CONCACAF Champions Cup, einmal (kein Tor) in der Kanadischen Meisterschaft, die sein Verein in jenem Jahr gewann, und siebenmal (kein Tor) in der Zweiten Mannschaft in der USL eingesetzt. In der zweiten Januarhälfte 2016 schloss er sich dem uruguayischen Erstligisten CA Cerro an. In der Clausura 2016 bestritt er bei den Montevideanern neun Erstligaspiele (kein Tor). Anfang August 2016 wechselte er nach Peru zu Universitario de Deportes. Dort wurde er in sieben Erstligaspielen (kein Tor) und einer Begegnung (kein Tor) der Copa Sudamericana 2016 eingesetzt. Im Januar 2017 kehrte er für ein erneutes Engagement zu Juventud zurück. Bislang (Stand: 4. März 2017) schoss er beim Klub aus Las Piedras ein Tor bei vier Erstligaeinsätzen.

### Nationalmannschaft
Rodríguez gehörte der uruguayischen U-20-Auswahl an. Nach Angaben seines Ex-Klubs FC Málaga soll er in der Spielzeit 2010/11 in zwei Freundschaftsländerspielen sowie in jeweils einem Länderspiel der Copa Aerosur und der Copa Ciudad Maldonado zum Einsatz gekommen sein. Ein Tor schoss er nicht, handelte sich aber zweimal eine Rote Karte ein.

### Erfolge
- Kanadischer Meister: 2015